# Luke McCullough
Luke McCullough (Portadown, 15 febbraio 1994) è un calciatore nordirlandese, difensore dei Carrick Rangers.

## Caratteristiche tecniche
Gioca come difensore centrale.

## Carriera

### Club
Dopo aver giocato nelle giovanili del Dungannon Swifts e del Manchester Utd, nel 2013 ha giocato una partita in prestito al Cheltenham Town in League Two, la quarta serie inglese. Dal 2013 al 2018 gioca prima in seconda divisione (14 presenze) e poi in terza divisione (85 presenze) con il Doncaster, per un totale di 99 presenze in campionato. Nel 2018 passa in prestito al Tranmere. Nel 2020 passa al Glentoran, club della prima divisione nordirlandese, dove gioca da titolare per le successive quattro stagioni, per un totale di 101 presenze e 4 reti in incontri di campionato. Successivamente va a giocare ai Carrick Rangers, sempre nella prima divisione nordirlandese.

### Nazionale
Dopo aver giocato numerose partite amichevoli con le nazionali Under-16, Under-17 ed Under-19, nel 2013 ha esordito in Under-21, con cui ha giocato 5 partite nelle qualificazioni agli Europei di categoria.
Il 30 maggio 2014 ha esordito con la nazionale maggiore nell'amichevole persa per 1-0 contro l'Uruguay.
Viene convocato per gli Europei 2016 in Francia.
Tra il 2014 ed il 2018 gioca in totale 6 partite con la nazionale maggiore nordirlandese.

## Palmarès

### Club

#### Competizioni nazionali
- Campionato inglese: 1

Manchester United: 2012-2013